# Haakon Lie

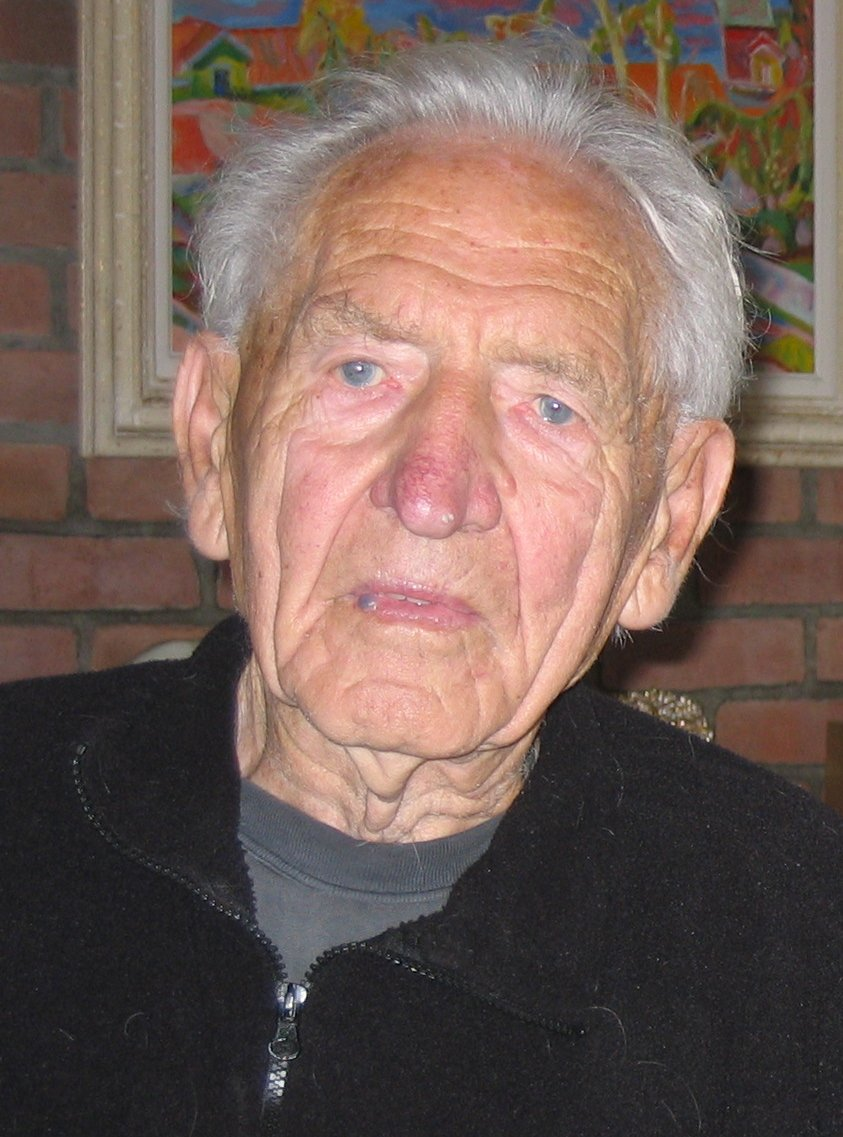
Haakon Lie in 2005

Haakon Lie (Kristiania, 22 september 1905 - Oslo, 25 mei 2009) was een Noorse politicus. Hij was partijsecretaris van de Arbeiderspartij van Noorwegen van 1945 tot 1969.
Lie was van bescheiden afkomst en was al jong actief in de arbeidersbeweging. Hij was actief in het verzet en werkte voor de Noorse regering in ballingschap tijdens de Tweede Wereldoorlog. Na de oorlog werd Lie verkozen tot secretaris, de op een na hoogste functie van de Arbeiderspartij van Noorwegen. De partij kende onder zijn leiding haar grootste bloei uit de geschiedenis. Lie wordt samen met Einar Gerharden algemeen beschouwd als de architect van de Noorse welvaartsstaat. Hij kreeg echter ook kritiek voor het toezicht dat hij organiseerde op de Noorse oppositie, meer bepaald op de communisten. Een regeringscommissie veroordeelde later deze praktijken als onwettig.

## Bron
- Dit artikel of een eerdere versie ervan is een (gedeeltelijke) vertaling van het artikel Haakon Lie op de Engelstalige Wikipedia, dat onder de licentie Creative Commons Naamsvermelding/Gelijk delen valt. Zie de bewerkingsgeschiedenis aldaar.

- Bibsys: 90615420
- Bibliothèque nationale de France: cb12236588g (data)
- Gemeinsame Normdatei: 128890258
- International Standard Name Identifier: 0000 0000 8093 7477
- Library of Congress Control Number: n80166850
- Nationale Bibliotheek van Letland: 000148366
- Nederlandse Thesaurus van Auteursnamen: 195135253
- LIBRIS: 336242
- SNAC: w6944d48
- Système universitaire de documentation: 031079121
- Virtual International Authority File: 14825177
- WorldCat: E39PBJxd3FhqvPDftj7FjWPbBP